# BEE-HIVE
BEE-HIVE（びーはいぶ）とは、芸能事務所アミューズ所属の女性新人タレント育成プロジェクト（2003 - 2006年）。BEE-HIVE とは蜂の巣の意である。
女子寮で共同生活を送りつつ、合同でツアーやイベントを行っていた。

## 概要
沖縄アクターズスクールとアミューズの合同主催による日本武道館で開催された「全国オーディション」の合格者を中心に、「沖縄アクターズスクール」「キャレス」「アクターズスクール広島」「北海道ジュニアアクターズスタジオ」からスカウトされたメンバーで構成。
元々のコンセプトは「沖縄アクターズスクール」のデビュー予備軍「B.B.WAVES」の育成プロジェクト。
プロジェクト終了後も寮は継続して運営されていたが、入居者の減少や建物の老朽化などが問題になり、2023年に内装工事を実施するのに伴い寮としての運営を終了した。ただ併設のスタジオなどは継続して使用する。

## メンバー
沖縄アクターズスクール出身者
- 喜友名星（現ティアラ）

沖縄アクターズスクール全国オーディション合格者
- BOYSTYLE
  - 田野あさ美
  - 上原香代子
  - 川田由起奈

キャレス出身者
- Buzy
  - 宮里真央
  - 丹羽麻由美
  - 朝間ユリサ
  - 岩永幸子
  - 當山奈央
  - 竹田侑美
- BOYSTYLE
  - 村川絵梨

アクターズスクール広島出身者
- Perfume
  - 樫野有香（かしゆか）
  - 大本彩乃（のっち）
  - 西脇綾香（あ～ちゃん）
- 青木紗知歩

北海道ジュニアアクターズスタジオ出身者
- 名取愛加（元Female non Fiction）
- 小野麻亜奈（現:Maana）

## BEE-HIVEカメラ
BEE-HIVE カメラ(BEEカメ)とは、BEE-HIVE 寮の一室に設置されていたWebカメラである。24時間生中継しており、ときおりメンバーがカメラの前に現れることがあった。2003年4月28日に開始し、2005年11月18日に終了した。

### 沿革
- 2003年4月28日 BEE-HIVE カメラ開始
- 2003年5月3日 
  - オムニバスアルバム「BEE-HIVE」発売
  - 「BEE-HIVE revue 2003 『Honey Harmony ～蜜蜂達のはばたき～』」 日本青年館
- 2003年7月6日 「BEE-HIVE ファンの集い」 恵比寿
- 2003年8月17日 全国ツアー「BEE-HIVE Performance Tour 2003 summer」 （～8月30日）
  - 8月17日 札幌サンプラザホール
  - 8月19日 仙台電力ホール
  - 8月23日 大阪国際交流センター
  - 8月26日 名古屋市民会館中ホール
  - 8月27日 東京厚生年金会館
  - 8月29日 広島市南区民文化センター
  - 8月30日 福岡電気ホール
- 2004年1月3日 「BEE‐HIVE NEW Year Live '04〜Perfumeday〜」 SHIBUYA-BOXX
- 2004年1月4日 「BEE‐HIVE NEW Year Live '04〜BOYSTYLEday〜」 SHIBUYA-BOXX
- 2005年11月18日 BEE-HIVE カメラ終了

## 作品
1. BEE-HIVE（2003年） - オムニバス盤 
  1. One Heart (Buzy)
  2. おいしいレシピ (Perfume)
  3. アカイメッセージ (小野麻亜奈)
  4. Your Song ～ダイジな人へ～ (青木紗知歩)
  5. タイトロープ (喜友名星)
  6. Crazy love (小野麻亜奈・青木紗知歩・喜友名星)
  7. Time to go (BEE-HIVE)